# Аллахярлы, Исмаил Бабаяр оглы
Исмаил Бабаяр оглы Аллахярлы — советский хозяйственный и политический деятель.

## Биография
Родился в бедной крестьянской семье. Учился в сельской школе, потом батрачил у зажиточных крестьян.
С 1920 работал строительным рабочим и одновременно учился на вечерних образовательных курсах. С 1925 г. учился на курсах учителей сельских школ Азербайджанской ССР. В 1925 году вступил в комсомол.
В 1925—1930 годах — учитель ряда сельских школ Шемахинского уезда, директор школы Шемахинского района Азербайджанской ССР.
Член ВКП(б) с 1929 года.
В 1930 году окончил заочный педагогический техникум.
В 1930—1933 годах — инспектор, заведующий Шемахинским районным отделом народного образования Азербайджанской ССР.
С сентября 1933 по 1936 год — слушатель Закавказской высшей партийной школы.
В 1936—1937 годах — пропагандист Шемахинского районного комитета КП(б) Азербайджана.
В 1937—1938 годах — инструктор-преподаватель института массового заочного обучения при ЦК ВКП(б) в городе Баку.
В 1938—1939 годах — директор Азербайджанского филиала Московского заочного юридического института в Баку.
В 1939—1940 годах — лектор ЦК КП(б) Азербайджана.
В декабре 1940 — январе 1945 года — 1-й секретарь Исмаиллинского районного комитета КП(б) Азербайджана.
В январе 1945 — январе 1952 года — 1-й секретарь Шемахинского районного комитета КП(б) Азербайджана.
С января по апрель 1952 года — 1-й секретарь Кировабадского городского комитета КП(б) Азербайджана.
В апреле 1952 — апреле 1953 года — секретарь Гянджинского областного комитета КП(б) Азербайджана.
В мае 1953 года — январе 1954 года — заместитель заведующего отделом партийных, профсоюзных и комсомольских органов ЦК КП Азербайджана.
С января 1954 года — 1-й секретарь Ленкоранского районного комитета КП Азербайджана.
Депутат Верховного Совета СССР 4-го созыва.

## Награды
- орден Ленина
- орден Трудового Красного Знамени
- медали